# Universiteit van Girona
De Universiteit van Girona (officieel en in het Catalaans Universitat de Girona, afgekort UdG) is een openbare universiteit, met als hoofdzetel de stad Girona in Catalonië.
Hij werd opgericht in 1991, maar de wortels gaan terug op een Studium Generale dat in 1446 door Alfons de Grootmoedige gesticht werd. De universiteit heeft drie campussen, Montilivi, Barri Vell en Centre en een Wetenschaps- en technologiepark. In het academiejaar 2015-16 telt de UdG 15.191 studenten en 1200 leden van het academisch personeel. De huidige rector is Sergi Bonet i Marull.
De universiteit biedt een breed curriculum aan specialiteiten in acht faculteiten (Wetenschappen, Economie en Bedrijfskunde, Recht, Letteren, Geneeskunde, Psychologie en Pedagogie en Toerisme). Daarnaast is er een aparte Escola de Doctorat voor doctoraatstudenten en een Polytechnische Hogeschool. Aan de universiteit zijn ook andere hogere onderwijsinstellingen verbonden zoals EUSES (gezondheid en sport), Ceta (toerisme), Euroaula (toerisme); Formatic Barna (toerisme) en de Hotelschool van de Sant Pol de Mar.

## Geschiedenis
Na de woelige beginjaren door de oorlog, heeft het Studium generale - een samenwerking tussen het Kapitel van Girona en de stad - zich tot in 1717 tot een prestigieuze hogeschool ontwikkeld, en wel in de zes traditionele vakgebieden: grammatica, retorica, filosofie, theologie, recht en geneeskunde. Na de annexatie door Castilië en de val van Barcelona in 1714 werden alle Catalaanse Universiteiten door de Decretos de Nueva Planta (1718) door Filips V van Spanje afgeschaft. Een nieuwe centrale universiteit werd opgericht in Cervera, als bedankje voor de steun van die stad aan het huis Bourbon in de Spaanse Successieoorlog.
Met de industriële revolutie werd de nood aan goed gevormde vakkrachten ook in Girona steeds dringender. De conservatieve regeringen onder Isabella II en de daarop volgende dictaturen van Primo de Rivera en Franco, onder invloed van de almachtige katholieke kerk, voelden weinig voor academische vrijheid en investeerden nauwelijks in onderwijs. Wetenschappelijk onderzoek kon alleen binnen de strikte grenzen van het Thomisme. In vergelijking met andere Europese landen had Spanje een enorme achterstand. De meeste initiatieven kwamen tot stand onder druk van de burgerij. In 1874 richtte het stadsbestuur de Universitat Lliure de Girona op, met een faculteit recht en farmacie. Ook kwam er een kweekschool, in de jaren zestig van de twintigste eeuw het Col·legi Universitari de Girona als bijafdeling van de Universiteit van Barcelona en de Polytechnische Hogeschool die afhing van de Universitat Politècnica de Catalunya, tevens uit Barcelona. Later kwam er nog een nieuw Studium Generale bij, wat in 1991 samengevoegd en uitgebouwd werd tot een volledige universiteit.